# Ebebiyín
Ebebiyín est une ville de la province de Kié-Ntem, située dans le Nord-Est de la région continentale de Guinée équatoriale. Elle se trouve à proximité du tripoint entre Guinée équatoriale, Gabon et Cameroun.
Ebebiyín est le chef-lieu du district du même nom, qui comptait 45 557 habitants lors du recensement de 1994, ce qui en fait le district le plus peuplé de la région continentale après celui de Bata, la capitale régionale. La ville est par ailleurs le siège d'un diocèse.